# Моцштрассе
Моцштрассе (нем. Motzstraße) — улица, проходящая через берлинские районы Шёнеберг (большей частью) и Вильмерсдорф. Улица известна как один из старейших гей-кварталов Берлина. На ней расположены многочисленные кафе, бары, магазины и даже гостиницы для гомосексуалов. В один из июньских выходных на Моцштрассе проводится ежегодная гей-лесби-ярмарка, привлекающая сотни тысяч туристов.

## Расположение
Название улицы происходит от имени бывшего прусского министра финансов Фридриха фон Моца.
Общая протяжённость улицы — 1,5 км. Улица берёт своё начало от площади Ноллендорфплац и проходит до Бамбергер-Штрассе (нем. Bamberger Straße) — этот участок улицы относится к району Шёнеберг. Далее улица проходит до Пражской площади (нем. Prager Platz) — этот её участок относится к району Вильмерсдорф. Последний участок, расположенный в Вильмерсдорфе, был отнят у улицы Кёнигсхофер-Штрассе (нем. Königshofer Straße) и присоединён к Моцштрассе лишь с 21 октября 1901 года в результате реконструкции площади Ноллендорфплац.
В 1910 году под улицей была построена линия метро, которая сегодня является линией U4 Берлинского метрополитена.

## Жизнь улицы
Участок улицы между площадью Ноллендорфплац и улицей Мартина Лютера (нем. Martin-Luther-Straße) является старейшим гей-кварталом Берлина. Здесь расположены многочисленные гей-бары, некоторые из которых были основаны ещё до Первой мировой войны или в «золотые двадцатые» годы XX века. Кроме того, на улице расположены многочисленные гей-френдли-кафе, а также магазины и гостиницы, рассчитанные на ЛГБТ-публику.
С 1993 года ежегодно в июне за неделю до проведения Берлинского гей-прайда на Моцштрассе проводится гей-лесби-ярмарка Motzstraßenfest, привлекающая сотни тысяч туристов.
По адресу Моцштрассе 5 расположена одна из крупнейших частных школ иностранных языков «Хартнакшуле», имеющая почти вековую историю.
На улице в своё время проживало много известных людей. Например, австрийский философ и создатель антропософии Рудольф Штейнер вместе со своей второй супругой Мари проживал с 1903 по 1923 годы в доме по адресу Моцштрассе 30. Художница и поэтесса Эльза Ласкер-Шюлер с 1924 по 1933 год проживала в доме по адресу Моцштрассе 7.
В 1920-е в бежевом здании стиля ар-нуво по адресу Моцштрассе 22 проводились заседания Июньского клуба (нем. Juniklub). Этот клуб объединял лидеров движения младоконсерваторов — одного из крупнейших и влиятельных националистических течений Веймарской Германии.